# Invasión de Cárpato-Ucrania
La invasión de Cárpato-Ucrania, que ocurrió el 14 de marzo de 1939 y terminó tres días después, fue el nombre que se le dio a la ocupación y anexión húngara de Cárpato-Ucrania. Fue debido a la declaración de independencia cárpato-ucraniana, que fue tomada como una señal para que los húngaros exigieran que el gobierno checoslovaco evacuase inmediatamente a sus tropas y funcionarios del área de los Cárpatos. El gobierno checoslovaco no respondió, y en cambio ordenó a sus tropas atacar la ciudad de Mukácheve (previamente cedida a Hungría el 2 de noviembre de 1938) en la mañana del 14 de marzo de 1939.
Las fuerzas húngaras disponibles consistían en un regimiento de infantería, dos regimientos de caballería, tres batallones de infantería en bicicletas, un batallón motorizado, dos batallones de la guardia de fronteras, un batallón de artillería y dos trenes blindados. Estas fuerzas contaban para más de dos divisiones de la Segunda Guerra Mundial. Fueron apoyados por los aviones de combate Fiat C.R.32 que ascienden a un regimiento.
Las unidades de la Guardia de Fronteras húngaras estacionadas alrededor de Mukácheve, después de rechazar a las unidades checoslovacas atacantes el 14 de marzo de 1939, presionaron hacia adelante y tomaron la ciudad de Orhegyalja (ahora Pidhoriany, parte de Mukácheve).
El 15 de marzo de 1939, las tropas regulares del ejército húngaro invadieron Cárpato-Ucrania y al anochecer llegaron a Szolyva (hoy Svaliava). Las tropas irregulares cárpato-ucranianas y los Cárpato Sich, sin apoyo adicional, fueron derrotadas rápidamente. La resistencia checoslovaca en Cárpato-Ucrania era insignificante, y las tropas húngaras que avanzaban no tenían que enfrentarse a una resistencia bien organizada y centralizada. El ejército húngaro también tuvo la ventaja del Primer arbitraje de Viena, que hizo posible que los húngaros tomaran posesión del área donde los checos construyeron sus fortificaciones permanentes contra Hungría.
El 16 de marzo de 1939, Hungría se anexó formalmente el territorio. El primer ministro Yulian Révaý había resistido a los húngaros hasta entonces.
En la noche del 17 de marzo, las últimas tropas checoslovacas abandonaron Khust y se retiraron a las fronteras rumanas. Ellos y el presidente de Cárpato-Ucrania, Avgustin Voloshyn, huyeron a Rumania. El ejército húngaro continuó, avanzando a toda velocidad, y llegó a la frontera con Polonia el 17 de marzo. Según recuerdos de los testigos, todos los miembros capturados del Sich fueron atados por los soldados húngaros en cuatro con alambre de púas y arrojados al Río Tisza. Aquellos miembros del Sich que vinieron desde la provincia de Galitzia como ciudadanos polacos fueron capturados por los húngaros y entregados a los soldados polacos por el cruce ilegal de la frontera, mientras que algunos 500-600 fueron ejecutados por los soldados polacos. La última resistencia en las montañas de los Cárpatos se retiró el 18 de marzo.
La campaña de invasión fue un éxito, pero también demostró que el ejército húngaro aún no estaba listo para una guerra completa. Las desventajas impuestas por el Tratado de Trianón eran claramente visibles, pero la moral y el espíritu nacionalista de los soldados eran elevados, al igual que la población civil, que también es importante para construir un ejército nacional fuerte.